# 奧沙瑪·艾森尼
奧沙瑪·艾森尼（Osama Elsamni，1988年9月29日—），一般稱作艾森尼，生於沖繩縣，日本職業足球運動員，現效力於日本球會橫濱體育及文化會隊，他爸爸是埃及人，媽媽是日本人。他家屬是運動世家，他哥哥艾利同樣是效力東京綠茵，他爸爸是一個前鋒，也曾代表埃及國家足球隊。

## 外部連結
- 日本職業足球聯賽中的奧沙瑪·艾森尼 （日語）
- Osama Elsamni official website （日語）
- Player profile on Montedio Yamagata official club website （日語）
- Player profile on FK Teplice official website （捷克語）
- 奧沙瑪·艾森尼 – Fotbal DNES网站上的捷克足球甲级联赛统计数据 （捷克語）